# キングフィッシュ (潜水艦)
キングフィッシュ (USS Kingfish, SS-234) は、アメリカ海軍の潜水艦。ガトー級潜水艦の一隻。艦名は艦名は大西洋西岸ではニベ科、中部太平洋ではサバ科、南太平洋ではアジ科など、各地で様々な魚の通俗名として使用されるキングフィッシュに因む。

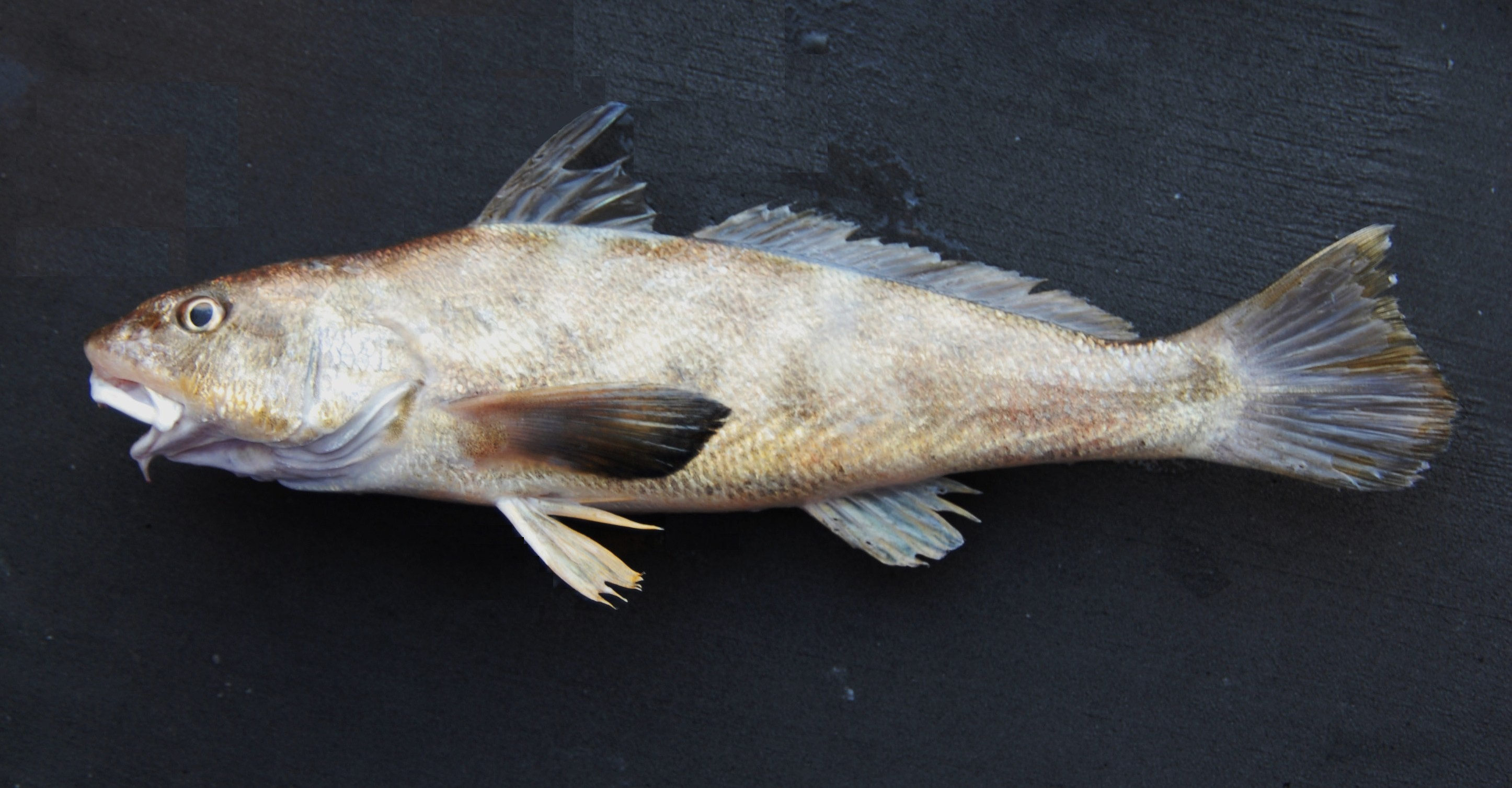
サザン・キングクローカー（別名Southern kingfish）

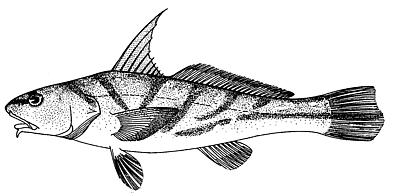
ノーザン・キングクローカー（別名Northern kingfish）

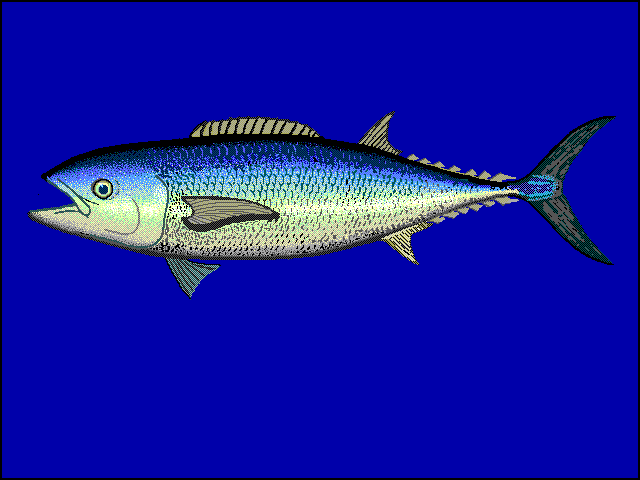
ガストロ（通称Butterfly kingfish）

## 艦歴
キングフィッシュはメイン州キタリーのポーツマス海軍造船所で起工する。1942年3月2日にハリー・A・スチュアート少将夫人によって進水し、艦長ヴァーノン・L・ローレンス少佐（アナポリス1930年組）の指揮下1942年5月20日に就役する。ニューロンドンを出航した「キングフィッシュ」は、1942年8月31日に真珠湾に到着した。

### 第1の哨戒 1942年9月 - 11月
9月9日、「キングフィッシュ」は最初の哨戒で日本近海に向かった。担当海域に到着後パトロールを開始し、9月25日には北緯33度28分 東経135度38分 / 北緯33.467度 東経135.633度の潮岬沖で3隻からなる輸送船団を発見、最後尾の輸送船に対して魚雷を3本を発射し、うち一発を命中させたと判断されたが、攻撃そのものは輸送船「康寧丸」（中村汽船、2,345トン）に魚雷が向かったものの回避された。「キングフィッシュ」は以後18時間にわたり爆雷攻撃を受けたため被害状況は確認できなかったが、作戦海域からの離脱に首尾よく成功した。10月1日午後、北緯33度30分 東経135度30分 / 北緯33.500度 東経135.500度の和歌山県市江崎沖で、東京に向けて航行中の輸送船「陽明丸」（日本郵船、2,861トン）を発見。発射した3本の魚雷のうち、2本は船底を通過したが、別の1本が命中し瞬時に沈没。逸れた残りの魚雷2本は、日置町伊古木海岸に漂着した。爆雷攻撃の届かぬ深度に潜航した「キングフィッシュ」は、魚雷を再装填した後、航路の哨戒を継続した。4日後の10月5日未明3時には室戸岬沖で輸送船「立神丸」を発見し、浮上攻撃で魚雷を3本発射したが命中しなかった。その後二週間は接敵しても攻撃圏内に目標が入ってこない日々が続いたが、10月23日になって再び市江崎沖で目標を発見する。北緯33度12分 東経135度15分 / 北緯33.200度 東経135.250度の地点で輸送船団を発見して魚雷を2本発射し、特設砲艦「盛京丸」（朝鮮郵船、2,608トン）に魚雷を命中させ、撃沈した。翌10月24日未明、八丈島の方向に針路を向けていた「キングフィッシュ」は、折からの悪天候の中で厳島丸級と思しきタンカーを発見して魚雷を2本発射し、1本は当たったのではないかと判断された。11月3日、55日間の行動を終えてミッドウェー島に帰投。改装が施された。

### 第2、第3の哨戒 1942年11月 - 1943年4月
11月25日、「キングフィッシュ」は2回目の哨戒で東シナ海に向かった。小笠原諸島、父島近海を抜けるルートを航行中の12月7日午後、北緯23度18分 東経138度20分 / 北緯23.300度 東経138.333度の地点で特設運送船「第三日の丸」（日の丸汽船、4,391トン）を発見し、潜航して魚雷を3本発射するが命中せず、浮上して魚雷をもう1本発射するが、これも命中しなかった。レーダーで追跡ののち、夜に入ってさらに魚雷を2本発射し、2本とも「第三日の丸」のウェルデッキ部に命中してようやく撃沈した。翌12月8日午後にも北緯23度54分 東経136度00分 / 北緯23.900度 東経136.000度の地点で推定14ノットで航行する2隻の輸送船を発見して魚雷を3本発射するが、計算ミスにより命中しなかった。12月12日に火焼島近海に到達し、台湾東岸を北上して台湾海峡北方に出る。12月17日午前、北緯25度04分 東経120度59分 / 北緯25.067度 東経120.983度の地点で輸送船「福山丸」（会陽汽船、3,581トン）に対して魚雷を3本発射したが、この攻撃は失敗した。攻撃後、「キングフィッシュ」は廈門近海を経て香港と高雄間の交通路に移動した。12月22日未明には4隻の輸送船を発見し、「夜間浮上攻撃の絶好機」と見て取り、浮上攻撃で4,000トン級輸送船に対して魚雷を2本発射したが命中しなかった。12月28日夜、北緯25度05分 東経120度59分 / 北緯25.083度 東経120.983度の台湾北方海域で輸送船「朝陽丸」（大連汽船、5,308トン）を発見し、魚雷を3本発射したが命中しなかったため、もう3本発射して1本命中させて撃沈した。2日後の12月30日には北緯25度29分 東経122度14分 / 北緯25.483度 東経122.233度の地点で2,500トン級貨客船を発見し、魚雷を1本だけ発射したが命中しなかった。1943年1月7日、北緯25度29分 東経122度14分 / 北緯25.483度 東経122.233度の地点で2隻の特設監視艇から射撃を受け、最初の船は3インチ砲と20ミリ機銃で蜂の巣にして炎上させ、2番目の船は砲撃で撃沈した。1月23日、58日間の行動を終えて真珠湾に帰投した。
2月16日、3回目の哨戒で東シナ海に向かった。3月4日朝、北緯24度23分 東経143度18分 / 北緯24.383度 東経143.300度の小笠原諸島海域でトロール船を3インチ砲と20ミリ機銃による攻撃で撃沈。3月10日午後には、北緯22度12分 東経120度31分 / 北緯22.200度 東経120.517度の地点で駆逐艦に護衛され15ノットでパラオに向かっていた特設巡洋艦「清澄丸」（国際汽船、8,613トン）を発見して魚雷を3本発射したが命中しなかった。夕方まで続いた爆雷攻撃をしのいだ後、哨戒を続ける。3月15日午後、「キングフィッシュ」は北緯25度33分 東経121度53分 / 北緯25.550度 東経121.883度の地点で、3機の航空機の直衛を配して航行する台湾航路貨客船「富士丸」（日本郵船、9,138トン）を発見し、魚雷を3本発射したがこれも命中しなかった。敷設艇「測天」や航空機が爆雷攻撃を行った時、「キングフィッシュ」は海中で息を潜めて攻撃が止むのを待っていた。3月17日夜、北緯24度30分 東経120度09分 / 北緯24.500度 東経120.150度の地点で海軍徴傭船「天龍川丸」（東洋海運、3,883トン）を追跡の上、艦首と艦尾の発射管から魚雷を計4本発射し、うち2本が命中して「天龍川丸」は航行不能に陥った。2日後の3月19日朝、「キングフィッシュ」は北緯25度50分 東経122度30分 / 北緯25.833度 東経122.500度の基隆沖彭佳嶼北東125kmの地点で、15ノットの速力でジグザグ航行しながら南下してくる1隻の客船を発見した。この客船は乗客913名を乗せて門司から基隆に向かっていた台湾航路貨客船「高千穂丸」（大阪商船、8,154トン）であったが、「キングフィッシュ」の元には、かねてから「フィリピン増援の軍隊を乗せた重要船が担当海域を通過する」との情報が入っており、「これが件の重要船」と判断して9時30分に魚雷4本を発射し、1本は逸れたが、2本が「高千穂丸」の右舷船倉と右舷船尾付近に命中し、9時39分に沈没した。「高千穂丸」撃沈から2日後の3月21日夜、「キングフィッシュ」は北緯25度58分 東経122度18分 / 北緯25.967度 東経122.300度の地点で特設砲艦「長白山丸」（朝鮮郵船、2,231トン）に対して浮上したまま魚雷を3本発射したが、攻撃は失敗。攻撃に気付いた「長白山丸」は「キングフィッシュ」を見失いながらも爆雷攻撃を実施したが、「キングフィッシュ」は浮上状態のまま脱出に成功した。その2日後の3月23日早朝4時30分、「キングフィッシュ」はなおも台湾沖で浮上哨戒を続けていたが、今度は「高千穂丸」沈没で付近を警戒していた「測天」に発見された。「キングフィッシュ」は急速潜航して逃れようとしたが、「測天」の通報で「長白山丸」に加えて馬公から特設駆潜艇4隻が潜伏推定海域に急行し、爆雷攻撃を実施した。「キングフィッシュ」は一瞬艦首を海面上に晒したものの、90mの深度まで潜航した。しかし、至近距離で炸裂した爆雷が多く、爆発により推進機軸が湾曲し異音が出た。また重油も漏れ出し、電気系統もことごとく破壊され、周辺にいた乗組員が電気ショックで負傷した。推進機軸を包んでいたパッキングも、湾曲による摩擦で火災を起こした。爆雷攻撃は16時間に及び、8回にわたる攻撃で投下された爆雷は68発を数えた。「測天」「長白山丸」らは多量に噴出した気泡や重油を見たのち、3月25日まで捜索を続けたが、海中からの反応がないことから撃沈と判断した。辛くも攻撃から逃れた「キングフィッシュ」は夕方に用心しつつ浮上し、全速力でこの海域を去った。乗組員は互いの無事を喜びあった。4月9日、52日間の行動を終えて真珠湾に帰投。本土のメア・アイランド海軍造船所に回航されて、艦全体に及ぶ大規模な修理を実施した。6月23日に真珠湾に戻ってきた。

### 第4、第5の哨戒 1943年7月 - 11月
7月1日、「キングフィッシュ」は4回目の哨戒でルソン島方面に向かった。マニラ、台湾南岸、ルソン海峡で哨戒を行い、8月6日夜には北緯21度40分 東経118度55分 / 北緯21.667度 東経118.917度の地点で陸軍船「芝罘丸」（東亜海運、3,218トン）に対して魚雷を3本発射したが命中せず、この攻撃がこの哨戒で唯一の戦闘だった。9月3日、56日間の行動を終えてフリーマントルに帰投した。
9月24日、5回目の哨戒で南シナ海に向かった。この哨戒では2つの特別任務が課せられていた。1つはセレベス島の南部に機雷を敷設すること。もう1つはボルネオ島北東部にオーストラリア陸軍のF. G. L. チェスター中佐以下6名の将校と、将校のための物資5,000ポンドを揚陸することであった。10月1日午後、南緯07度00分 東経117度10分 / 南緯7.000度 東経117.167度の地点で25トンの小船を発見し、4インチ砲で片付けた。翌10月2日夜には、南緯05度39分 東経119度28分 / 南緯5.650度 東経119.467度の地点を中心とする海域に機雷を敷設した。10月6日にシブツ海峡に入り、予定地に一連の物資と将校を揚陸させた。10月8日夕刻から10月9日朝にかけては北緯05度09分 東経119度18分 / 北緯5.150度 東経119.300度の地点で特務艦「早鞆」を発見して追跡し、魚雷を4本発射して2本を命中させて撃破する。スラウェシおよびボルネオ水域での特別任務を終えた「キングフィッシュ」はインドシナ半島近海に向かう。10月20日午後には北緯12度30分 東経109度30分 / 北緯12.500度 東経109.500度のインドシナ半島ヴァレラ岬沖で輸送船「三亜丸」（拿捕船、元パナマ船ノースキャリア/東亜海運委託、3,365トン）を発見し、魚雷を4本発射して2本を船橋下に命中させ、「三亜丸」は大破漂流の末沈没した。11月14日、52日間の行動を終えてフリーマントルに帰投。艦長がハーバート・L・ジュークス中佐（アナポリス1932年組）に代わった。

### 第6、第7、第8の哨戒 1943年12月 - 1944年6月
12月16日、「キングフィッシュ」は6回目の哨戒で南シナ海に向かった。1944年1月2日夜、北緯07度40分 東経112度15分 / 北緯7.667度 東経112.250度の地点で5隻の輸送船団を発見。日付が1月3日に変わった直後、北緯08度06分 東経112度30分 / 北緯8.100度 東経112.500度の地点で夜間浮上攻撃により魚雷を3本発射して2本が輸送船に命中したと判断される。目標が沈んだと判断した後、ボルネオ島ミリの方向に逃げる輸送船団を追撃し、護衛艦に警戒しつつ再接近した上、夕刻に北緯06度58分 東経112度02分 / 北緯6.967度 東経112.033度の地点で7,500トン級タンカーに対して魚雷を4本発射し、そのうちの3本を命中させて撃沈。一連の攻撃で海軍徴傭タンカー「隆栄丸」（日東汽船、5,142トン）を撃沈した。1月7日朝には北緯08度29分 東経116度22分 / 北緯8.483度 東経116.367度のパラワン島沖で護衛のない2隻の臨時船団を発見し、南沙諸島の危険水域をすり抜けて追跡の上、夜になって北緯09度30分 東経117度10分 / 北緯9.500度 東経117.167度の地点で船団に再接近して浮上攻撃により魚雷を4本発射し、2本が応急タンカー「第三伏見丸」（増田合名、4,292トン）に命中して撃沈した。「キングフィッシュ」は続く攻撃で7,300トン級タンカーに対して魚雷を4本発射し、1本が命中したと判断される。攻撃後は危険水域を脱出し、バラバク海峡に針路を向けた。ミンダナオ海、スリガオ海峡を抜け、1月22日にミッドウェー島に寄港。1月26日、42日間の行動を終えて真珠湾に帰投した。
2月19日、7回目の哨戒でマリアナ諸島方面に向かった。この哨戒では、サイパン島、グアムと神戸、台湾を結ぶ交通路を警戒。3月30日から31日にかけては、北緯16度08分 東経145度17分 / 北緯16.133度 東経145.283度のサイパン島近海で爆雷攻撃に見舞われたものの大したことはなかった。その一方で、よい獲物にはありつけず攻撃機会はなかった。4月9日、49日間の行動を終えてマジュロに帰投した。
5月1日、8回目の哨戒で小笠原諸島方面に向かった。しかし、この哨戒でも目標不足により戦果はなかった。魚雷を1本だけ発射したが、それは事故によるものであった。6月19日、50日間の行動を終えて真珠湾に帰投。メア・アイランド海軍造船所でオーバーホールに入った。また、艦長がタルボット・E・ハーパー少佐（アナポリス1937年組）に代わった。

### 第9、第10の哨戒 1944年10月 - 1945年2月
10月12日、「キングフィッシュ」は9回目の哨戒で小笠原諸島方面に向かった。10月24日に担当海域に到着し、その日のうちに北緯27度15分 東経143度19分 / 北緯27.250度 東経143.317度の地点で輸送船団を発見し、魚雷を4本発射して海軍徴傭船「生田川丸」（東洋海運、2,220トン）に1本命中させて撃沈した。10月26日夜には母島と北硫黄島間の海域でレーダーにより輸送船団を探知し、翌10月27日未明に北緯25度22分 東経141度31分 / 北緯25.367度 東経141.517度の地点で魚雷を3本発射して2本の命中を得る。この攻撃で陸軍船「第四東海丸」（東海汽船、537トン）を撃沈。同じ日の午後、北緯25度10分 東経141度31分 / 北緯25.167度 東経141.517度の地点で占守型海防艦と思しき艦艇が護衛する輸送船団に対して魚雷を3本発射したが命中しなかったと思われたが、戦争が終わってから調査を行った結果、この攻撃で「第138号輸送艦」を撃沈したと認定される。その後は南西諸島方面に向かい、11月7日夜には北緯28度32分 東経127度10分 / 北緯28.533度 東経127.167度の地点で輸送船団を探知して追尾したが、攻撃の機会をつかめなかった。11月15日には北緯28度18分 東経128度57分 / 北緯28.300度 東経128.950度の地点で病院船を確認する。11月28日、46日間の行動を終えてグアム島アプラ港に帰投した。
12月23日、10回目の哨戒で日本近海に向かった。1945年1月2日朝、北緯27度47分 東経143度07分 / 北緯27.783度 東経143.117度の地点で父島から館山に向かっていた第4101船団を発見し、夕刻に北緯28度40分 東経143度15分 / 北緯28.667度 東経143.250度の地点でタンカーに向けて魚雷を3本発射するも命中しなかった。荒天のためこの日はこれ以上の攻撃が出来ず、翌1月3日20時30分に北緯30度29分 東経142度03分 / 北緯30.483度 東経142.050度の鳥島南東180キロの地点で再度第4101船団に対して攻撃を行い、魚雷をタンカーに対して6本、輸送船に対して3本の計9本発射、貨客船「芝園丸」（日本郵船、1,831トン）に魚雷を2本命中させ轟沈させ、同時に同船の左側を航行中の陸軍船「弥栄丸」（日本海汽船、1,941トン）にも魚雷を命中させ撃沈した。また、この日輸送船「昭東丸」（西日本汽船、572トン）を雷撃し撃沈したとされているが、日本側の記録によれば、同船は4日に父島を出港した第4104船団に参加し、5日に雷撃を受けて撃沈されたとしており、アメリカ側の記録と相違がみられる。これ以降は戦果はなく、残りの哨戒期間のほとんどを、撃墜されたB-29パイロットの救助任務に終始した。2月1日、40日間の行動を終えてアプラ港に帰投。修理が行われた。

### 第11、第12の哨戒 1945年3月 - 8月
3月6日、「キングフィッシュ」は11回目の哨戒で「アイスフィッシュ (USS Icefish, SS-367) 」「ソーフィッシュ (USS Sawfish, SS-276) 」 とウルフパックを構成し、日本近海に向かった。広範囲な索敵にもかかわらず、攻撃目標に遭遇することはなかった。その一方で、キングフィッシュは幾度かにわたり沖縄戦に参加していたイギリス海軍太平洋艦隊のパイロットを救助する。その内訳は3月27日に空母「イラストリアス (HMS Illustrious, R87) 」所属のフレッド・ノッティンガム少佐、3月31日に空母「インドミタブル (HMS Indomitable, 92) 」所属のウィリアム・スチュアート少佐とその同僚2名の計4名であり、4月1日にも「インドミタブル」搭載機の救援に向かったが、パイロットは見つからなかった。「キングフィッシュ」は任務海域を離れサイパン島でパイロットを上陸させた。4月25日、50日間の行動を終えて4月25日に真珠湾に帰投。艦長がトーマス・D・キーガン少佐（アナポリス1939年組）に代わった。
6月17日、12回目の哨戒で日本近海、千島列島方面に向かった。グアム経由で担当海域に到着。7月10日夜、北緯38度19分 東経142度32分 / 北緯38.317度 東経142.533度の地点で200トン級トロール船に対して魚雷を3本発射したが、命中しなかった。続いて北緯38度03分 東経142度29分 / 北緯38.050度 東経142.483度の地点で別の200トン級トロール船に対しても魚雷を4本発射したが、これも命中しなかった。8月5日夜には北緯50度42分 東経156度41分 / 北緯50.700度 東経156.683度の幌筵島近海で2隻の75トン級サンパンを発見し、砲撃で1隻を撃沈してもう1隻を撃破した。また、いくつかの浮遊機雷を爆破した。8月15日、55日間の行動を終えてミッドウェー島に帰投した。

### 戦後
「キングフィッシュ」は8月27日にテキサス州ガルベストンへ向かった。真珠湾とパナマ運河を経由し、ガルベストンには9月23日に到着する。10月25日には海軍記念日の式典参加のためオレンジへ向かったのち、10月30日にニューロンドンへ向けて出航し、11月5日に到着。1946年3月9日に予備役となった。その後1960年3月1日に除籍され、10月6日にアルバート・ヘラー社に売却され、スクラップとして処分された。
「キングフィッシュ」は12回の哨戒で14隻の敵艦を沈め、その総トン数は48,866トンに上る。第二次世界大戦の戦功で9個の従軍星章を受章した。